# Armando João Mira
Armando João Mira (Lourenço Marques, 18 de Janeiro de 1973) foi um dirigente escoteiro e foi atleta do Sporting Clube de Portugal (Tiro com Arco) bem como árbitro das modalidades de Futebol e Futsal.

## Biografia
Armando João Mira nasceu em Lourenço Marques, atualmente conhecida como Maputo, capital de Moçambique, a 18 de Janeiro de 1973.
Foi atleta do Sporting Clube de Portugal, na modalidade de Tiro com Arco, e aos 18 anos foi de campeão nacional de Tiro com Arco (Mini-FITA) a título individual bem como por equipas.. Aos 17 anos, inicia-se enquanto árbitro de Futebol bem como árbitro de Futebol de 5, pela Federação Portuguesa de Futebol. A mesma Federação alterou a denominação de "Futebol de 5" para "Futsal" na época de 1994/1995 após a extinção da Federação Portuguesa de Futebol de Salão. 
Enquanto árbitro destacou-se na modalidade de Futsal, onde atingiu a 1ª Categoria Nacional no final da década de 1990. No Futebol foi árbitro assistente de 2ª Categoria Nacional e árbitro da 1ª Categoria Distrital Grupo A. 
Ao final de 18 épocas e devido às sucessivas lesões que teve (6 cirurgias nas últimas 8 épocas), foi forçado a deixar a arbitragem. No final da carreira foi homenageado, por diversos membros do mundo da arbitragem.

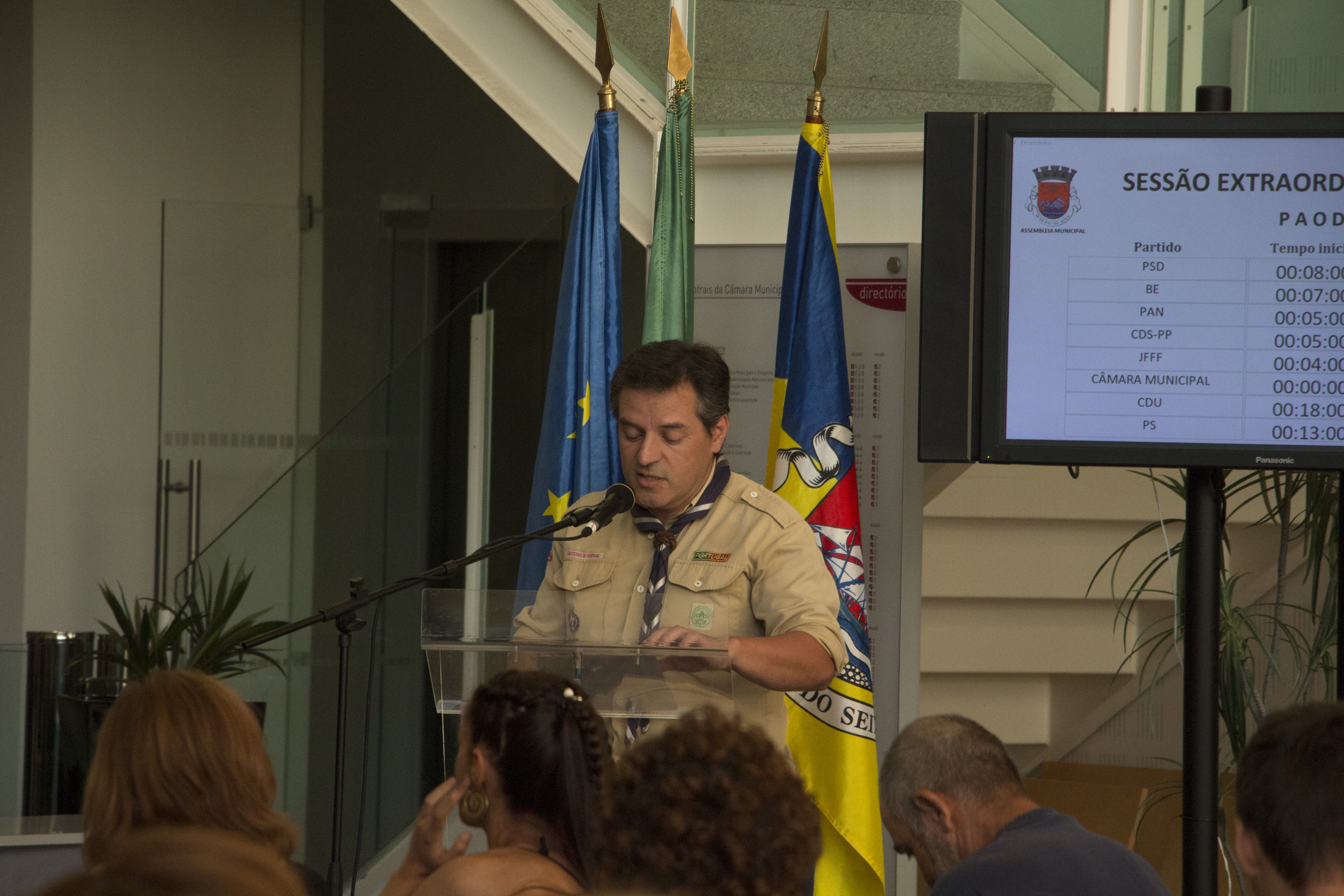
Intervenção na Assembleia Municipal do Seixal, enquanto Chefe do Grupo 260 Seixal

Apesar de ter iniciado a sua caminhada escotista, nos finais de 1981, no Corpo Nacional de Escutas - Escutismo Católico Português (onde o escutismo é obrigatoriamente católico) em 2010 tornou-se associado da Associação dos Escoteiros de Portugal (AEP), pela sua visão inclusiva do escotismo sem limitações inclusivas, sejam elas teológicas, físicas ou outras. No ano de 2011 tornou-se membro do Conselho Jurisdicional da Associação onde, em 2016 se tornou Presidente daquele Órgão Nacional. 
Em 2016 é agraciado com a Medalha de Abnegação - Classe de Bronze, por no ano anterior ter efetuado o salvamento de duas jovens de se afogarem na Barragem de Póvoa (umas delas tinha já submergido). Nesse mesmo ano funda o Grupo 260 Seixal, levando o escotismo pluriconfessional à Freguesia do Seixal, Arrentela e Aldeia de Paio Pires. O Grupo tem um forte crescimento tendo o mesmo, ao terceiro ano de existência, sido distinguido com o Prémio Escotismo de Excelência - Classe de Ouro.

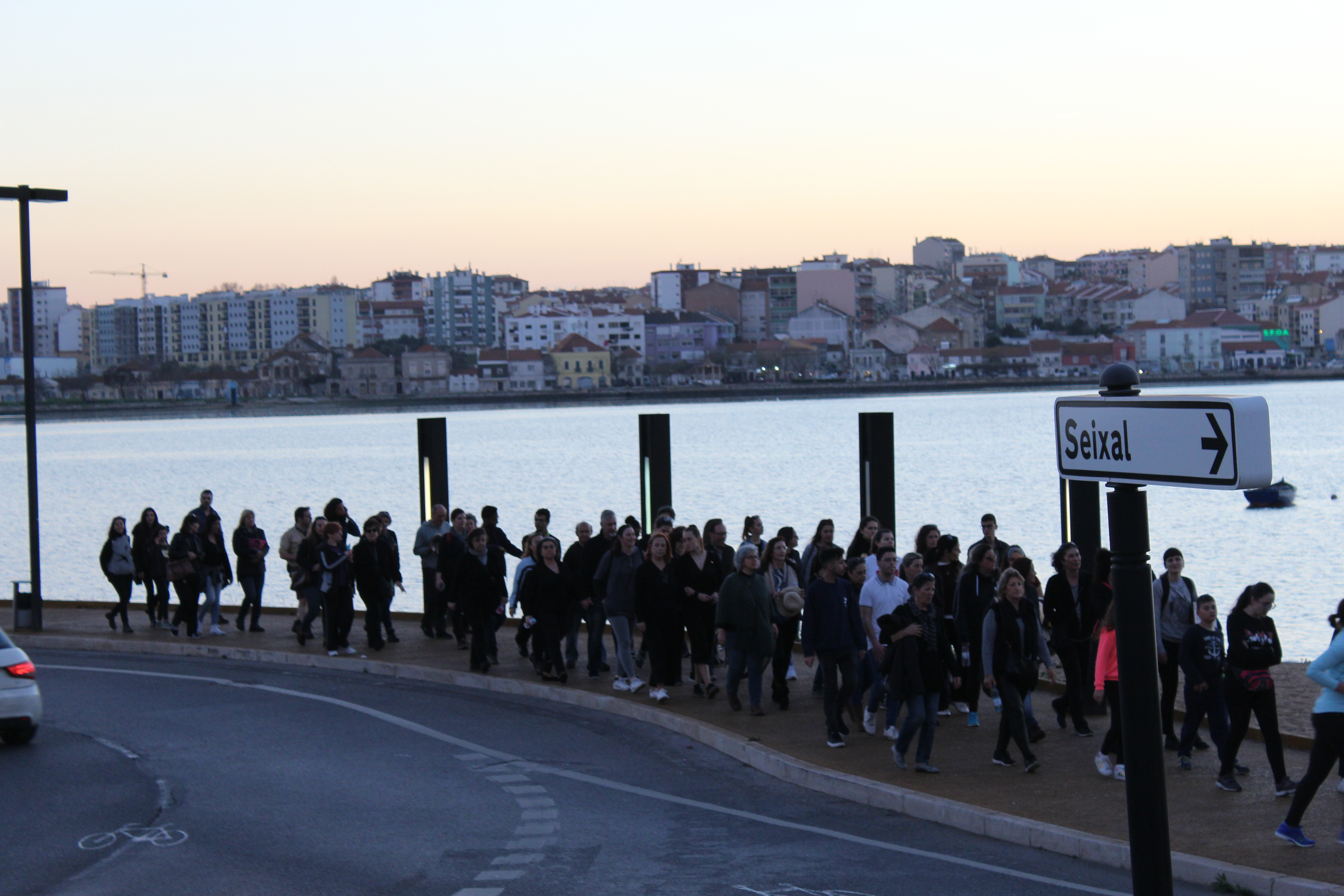
Momento da marcha silenciosa organizada pelo Movimento "Nós por Elas - Seixal", na luta pela consciencialização relativamente à violência doméstica.

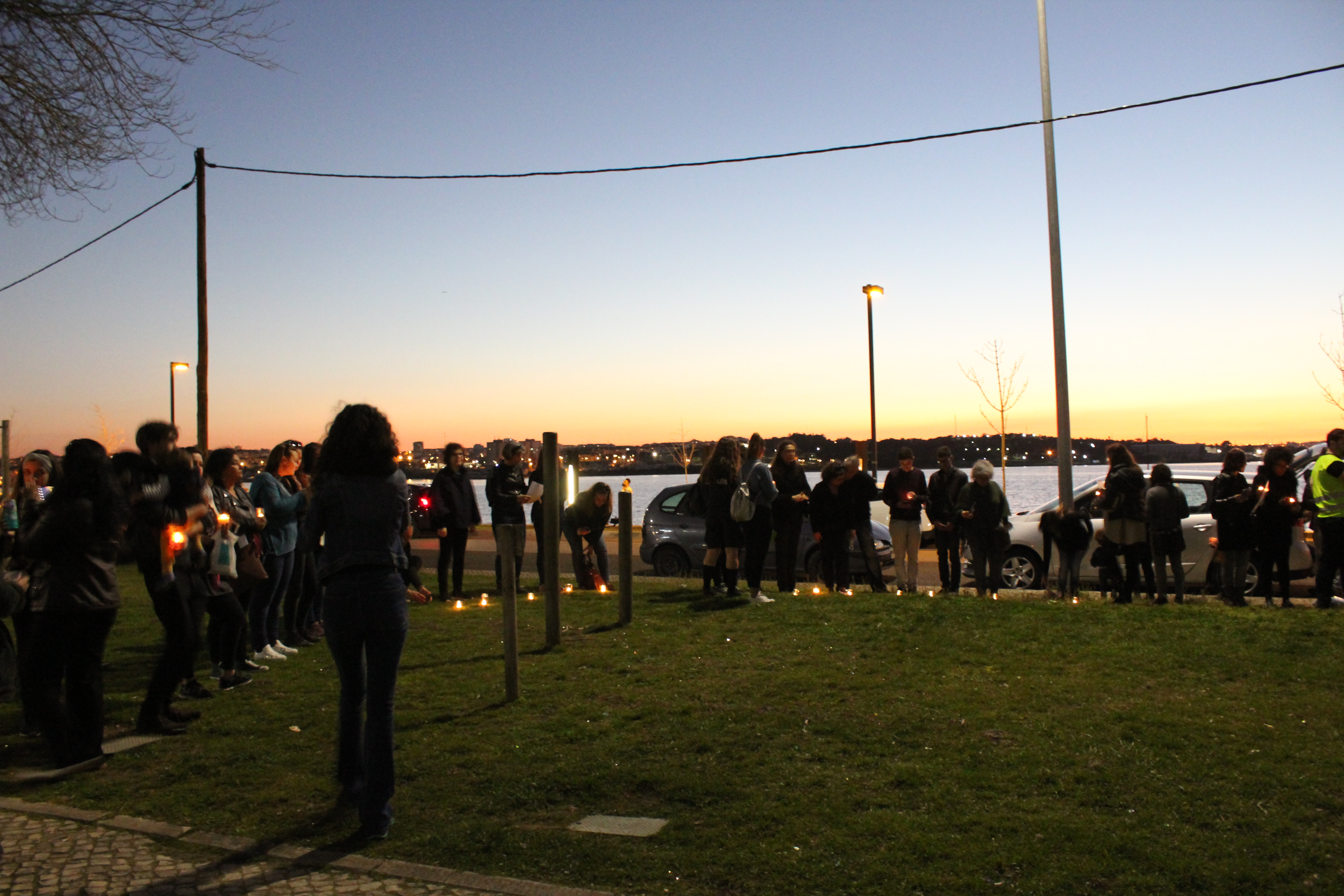
Minuto de silêncio realizado em memória das vítimas de violência doméstica

Apesar de não ter nascido no Concelho do Seixal, a sua ligação ao Concelho (onde se radicou a partir de 2001), torna-o um membro ativo da sociedade local onde, para além de ter frequentado um Grupo na Freguesia de Fernão Ferro, fundado o Grupo 260 Seixal. Foi igualmente o criador do movimento cívico "Nós por Elas - Seixal", movimento originado no ano de 2019 para a consciencialização da sociedade portuguesa no geral, e no Concelho do Seixal em particular, relativamente à temática da violência doméstica.